# Afrixalus crotalus
Espèce
Statut de conservation UICN

 LC  : Préoccupation mineure
Afrixalus crotalus est une espèce d'amphibiens de la famille des Hyperoliidae.

## Répartition
Cette espèce se rencontre dans l'Est du Zimbabwe, dans le centre du Mozambique et dans le Sud du Malawi,.

## Publication originale
- Pickersgill, 1984 : Three new Afrixalus (Anura: Hyperoliidae) from south-eastern Africa. Durban Museum Novitates, vol. 13, p. 203-220.